# Euryglossina globuliceps
Euryglossina globuliceps là một loài Hymenoptera trong họ Colletidae. Loài này được Cockerell mô tả khoa học năm 1918.